# Madéfalva vasútállomás
Madéfalva vasútállomás (románul Gara Siculeni) vasúti csomópont Madéfalva község határában.